# Rhopalosiphum padiformis
Rhopalosiphum padiformis är en insektsart som beskrevs av Richards 1962. Rhopalosiphum padiformis ingår i släktet Rhopalosiphum och familjen långrörsbladlöss. Inga underarter finns listade i Catalogue of Life.